# Baskerville (collection)
Pour les articles homonymes, voir Baskerville.
Baskerville est une collection des éditions Rivière Blanche. Rivière Blanche est la filiale française des éditions américaines Black Coat Press.

## Description
La maquette de couverture s’inspire de celle de la collection « Angoisse » (période 1968-1974) des éditions Fleuve Noir.
Cette collection est dirigée depuis sa création en 2011 par Jean-Daniel Brèque, qui est aussi traducteur.

### Ligne éditoriale
La collection Baskerville publie des « Romans et recueils de nouvelles en majorité inédits dus aux grands auteurs de l’Angleterre victorienne — avec quelques échappées vers des contrées plus lointaines, comme l’Amérique et la Russie, voire la France, qui n’était pas avare de conteurs frénétiques. »
Différents genres sont proposés : Fantastique, Policier, Aventures, Merveilleux scientifique, Occultisme. Les ouvrages « papier » paraissent sous le label Baskerville et ceux proposés en numérique, sous le label e-Baskerville.
Certains ouvrages parus en numérique proposent des bonus, absents des versions « papier ». La collection Baskerville est rattachée à Rivière Blanche, mais la collection e-Baskerville est indépendante : la conception et la vente des livres numériques sont gérées directement par Jean-Daniel Brèque.

## Publications
- Mrs Oliphant, La Ville enchantée (trad. par Henri Bremond)
- Grant Allen, Les Exploits du Colonel Clay (trad. par Jean-Daniel Brèque)
- Robert Barr, Fantômes et Assassins (trad. par Jean-Daniel Brèque)
- Richard Marsh, Curios (trad. par Jean-Daniel Brèque)
- Marie-François Goron & Émile Gautier, Fleur de bagne (en trois volumes)
- Vladimir Odoïevski, La Cité sans nom (trad. par P. Douhaire, Hellé, G. Leroy, et Patrice & Viktoria Lajoye)
- Grant Allen, Les Aventures de Miss Cayley (trad. par Jean-Daniel Brèque)
- Renée Dunan, Baal, ou La Magicienne passionnée, livre des ensorcellements
- Headon Hill, Mille desseins mauvais (trad. par E. & M. Bordreuil)
- Louis Joseph Vance, Le Loup solitaire (trad. par Théo Varlet et Louis Postif)
- Robert Barr, Lord Stranleigh
- Fergus Hume, Le Secret d'un crime (trad. par Jean de La Vingtrie)
- Louis Joseph Vance, Faux Visages (trad. par Théo Varlet et Louis Postif)
- Grant Allen, La Vengeance de Hilda Wade (trad. par Jean-Daniel Brèque)
- Louis Joseph Vance, Masques Rouges (trad. par Théo Varlet et Louis Postif)
- Richard Marsh, Les Enquêtes de Judith Lee (trad. par Jean-Daniel Brèque)
- Headon Hill, Les Vengeurs (trad. par Jean-Daniel Brèque)
- Robert Barr, Lord Stranleigh, millionnaire (trad. par Jean-Daniel Brèque)
- Louis Joseph Vance, Noirs Diamants (trad. par Théo Varlet et Louis Postif)
- Melville Davisson Post, Oncle Abner, le maître du mystère (trad. par Jean-Daniel Brèque)
- William J. Locke, Les Joyeuses Aventures d'Aristide Pujol (trad. par A. & V. Gignoux)
- Richard Marsh, Les Aventures de Judith Lee (trad. par Jean-Daniel Brèque)
- Headon Hill, L'Ombre du mort (trad. par M. Bordreuil)
- Robert Barr, Lord Stranleigh, philanthrope (trad. par Jean-Daniel Brèque)
- Louis Joseph Vance, Double dupe (trad. par Théo Varlet et Louis Postif)
- Anthologie, Les Trésors de Baskerville (contient : Le Grand vol de rubis, de Grant Allen ; Le Mystère des cinq cents diamants, de Robert Barr ; Haute finance, de Richard Marsh ; Smeath le voyant, de Barry Pain et La Danseuse espagnole, de Fergus Hume)
- Louis Tracy, L'Étrange Disparition de Lady Delia (trad. par Théodore de Wyzewa)
- Arthur Morrison, L'Œil vert de Goona (trad. par Jean-Daniel Brèque)
- Richard Marsh, La Femme dans la voiture (trad. par Charles Giraudeau)
- Robert Barr, Apocalypses et aigrefins (trad. par Jean-Daniel Brèque)
- E.W. Hornung, Docteur Crime (trad. par Alice Ray)
- Anonyme, Nick Carter contre Dazaar, l'Immortel maléfique
- Headon Hill, Le Grand Médico (trad. par H. Charron, révisée par Jean-Daniel Brèque)
- Robert Barr, Lord Stranleigh en Amérique (trad. par Jean-Daniel Brèque)
- Arthur Morrison, Dorrington, détective marron (trad. par Albert Savine)
- E. & H. Heron - Flaxman Low - Expériences spectrales (trad. par Aurélie Bescond)